# Skäggmes
Skäggmes (Panurus biarmicus) är en säregen mesliknande fågel som numera placeras i den egna familjen Panuridae. Den påträffas i vassrika våtmarker i Europa och österut ända till östra Kina. Trots namnet står den inte alls nära mesarna (Paridae) utan är istället en avlägsen släkting till lärkor (Alaudidae). Sedan 1960-talet har den etablerat sig som svensk häckfågel, med starkast fästen i Tåkern. Globalt anses beståndet vara livskraftigt.

## Utseende och läte
Skäggmesen blir cirka 16 centimeter lång och är ljust kanelbrun på ryggen och sidorna, askgrå på huvudet och nacken samt vitaktig på kroppens undre sida. Inre vingpennorna är svarta med rostgula kanter och stjärten rostgul med vita spetsar på de yttre pennorna. Hannen har på vardera kinden förlängda fjädrar som liksom bildar spetsiga polisonger som i likhet med undre stjärttäckarna är svarta. Honan saknar förlängda fjädrar på kinderna och dess undre stjärttäckare är blekt rostgula. 

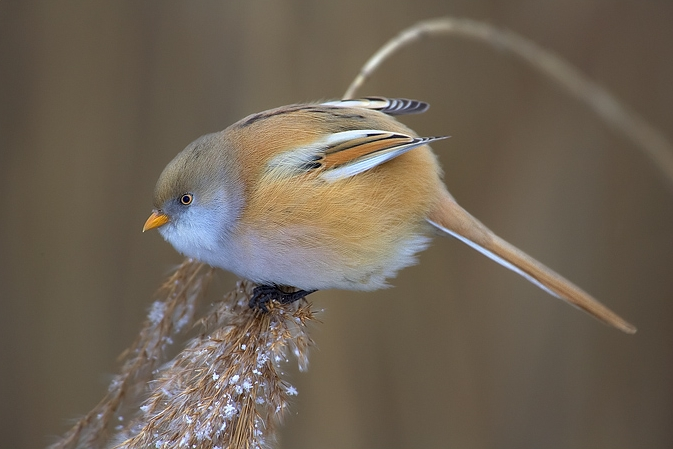
Adult hona.

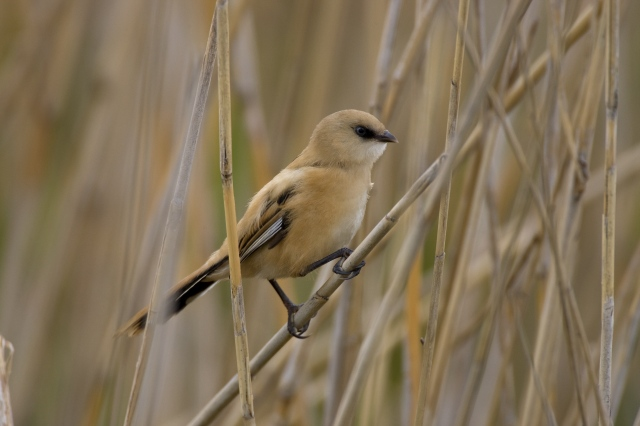
Juvenil.

Skäggmesens läten är snabbt upprepade ping och tjing som ibland följs av ett utdraget tjirr samt en lågmäld sång.

## Utbredning och systematik
Skäggmesen förekommer lokalt över i stort sett hela palearktiska regionen främst i de tempererade delarna av Europa och Asien. Arten är för det mesta stannfågel och merparten av världspopulationen flyttar bara för att undkomma plötsliga köldknäppar. Den är sårbar för hårda vintrar då stora mängder ofta stryker med. Enstaka fynd har gjorts under perioden januari till april i norra Afrika i bland annat Marocko, Algeriet och Egypten.

### Underarter
Skäggmesen delas oftast upp i tre underarter med följande utbredning:
- västlig skäggmes[6] Panurus biarmicus biarmicus inklusive occidentalis (Tschusi 1900) – förekommer i västra Europa så långt österut som till Polen, Schweiz, Albanien och Grekland men även i Transkaukasus
- Panurus biarmicus kosswigi – förekom i sydöstra Turkiet (häckade vid Amik Gölü) och är med stor sannolikhet utdöd
- Panurus biarmicus russicus – förekommer från Österrike och österut genom Europeiska Ryssland och Centralasien till nordöstra Kina

### Förekomst i Sverige
Skäggmesen är en sentida nykomling i den svenska fågelfaunan. Första observationen gjordes vid Hammarsjön 1965 där den även häckade året efter. Omkring 1970 koloniserades Tåkern där populationsutvecklingen blev explosionsartad: hösten 1975 uppskattades beståndet till hela 20 000 individer. Därifrån spred den sig över stora delar av södra och mellersta Sverige. Idag häckar den årsvis i Sverige så långt norrut som södra Värmland, Västmanland och Uppland, dock med mycket varierande förekomst beroende på vintrarnas stränghet. Goda år häckar den på mer än 100 lokaler i landet, medan antalet mer än halveras under dåliga år. Tåkern är tillsammans Dettern i Västergötland och Kvismaren i Närke starka fästen. Häckningar har också konstaterats i södra Norrlands kusttrakter upp till Medelpad.

### Släktskap
Skäggmesens taxonomiska hemvist har länge varit omtvistad. Tidigt placerades den i familjen mesar (Paridae) men fördes senare till gruppen papegojnäbbar som både behandlats som en familj, Paradoxornithidae, och enbart som ett släkte Paradoxornis inom familjen sångare (Sylviidae). Flera genetiska studier visar dock att skäggmesen inte är släkt med papegojnäbbarna. Den tillhör samma underordning, Sylvioidea, men i en tidig avgrening och är, förvånande nog, troligen närmast släkt med lärkor (Alaudidae). Därför placeras skäggmesen numera i den egna familjen Panuridae. Skäggmesen är alltså inte alls nära släkt med vare sig mesar, pungmesar eller stjärtmesar.

## Ekologi

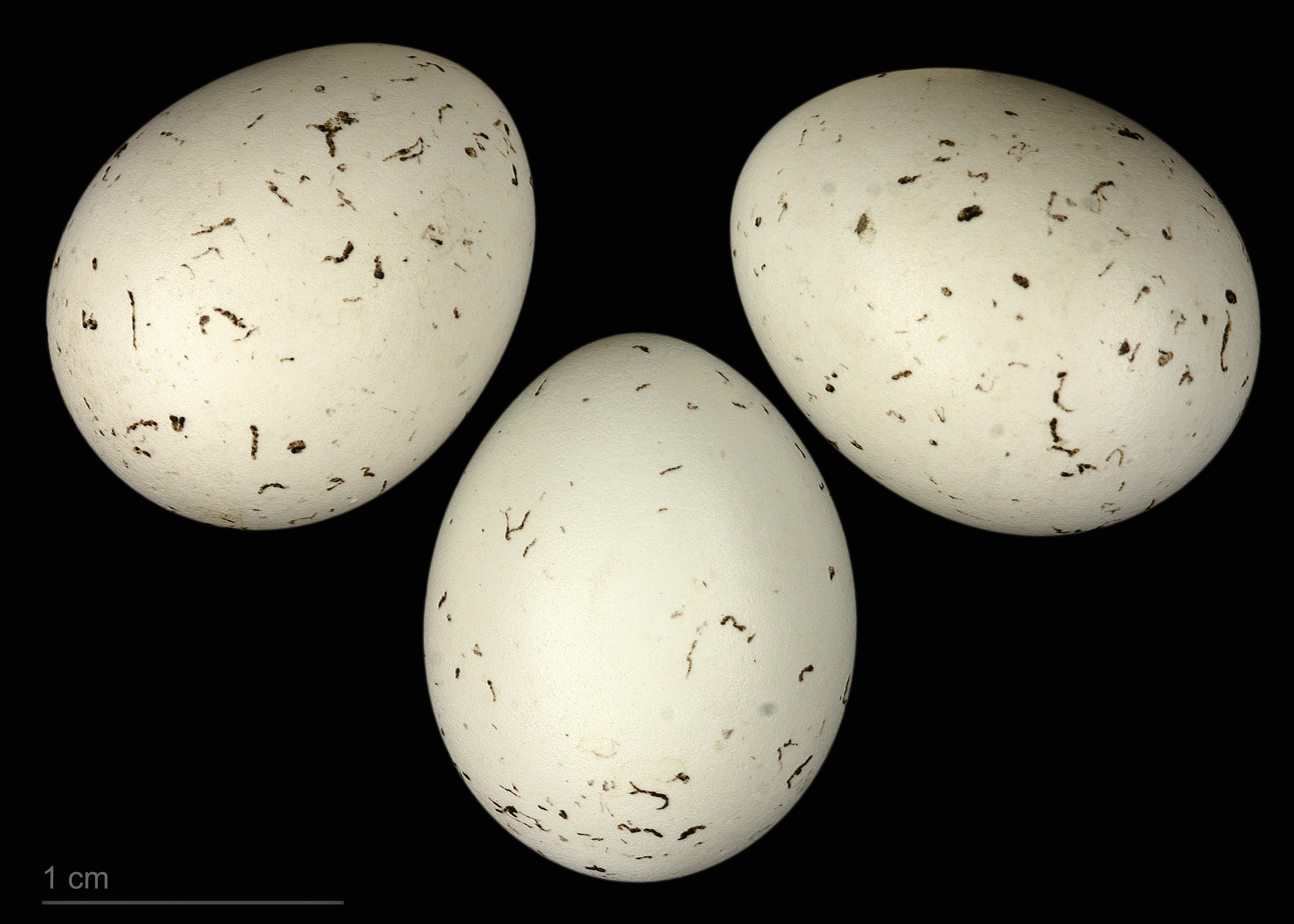
Panurus biarmicus biarmicus

Skäggmesen förekommer bland rörväxter och videbuskar vid sjöar och våtmarker. Den är helt beroende av hög och tät bladvass (Phragmites australis). Fågeln är vig, livlig och orolig, lever av insekter, om vintern även av allehanda frön. Den bygger sitt bo på tuvor, lever parvis eller i små familjer samt döljer sig så mycket som möjligt. Makarna uppvisar stor tillgivenhet för varandra, framför allt under parningstiden. Första kullen startas redan i mars–april och följs sedan av en, två eller ibland eventuellt tre kullar fram till augusti–september. Särskilt den första kullen plundras dock ofta, troligtvis av vattenrall. I övrigt tros den inte vara utsatt för predation i nämnvärd grad.

## Status och hot
Arten har ett stort utbredningsområde och tros öka i antal. Internationella naturvårdsunionen IUCN listar den därför som livskraftig (LC). Världspopulationen uppskattas till mellan drygt 3,4 och drygt 7,8 miljoner häckande individer.

### Status i Sverige
De stränga vintrarna 2009/2010 och 2010/2011 gick hårt åt skäggmespopulationen i Sverige. Den togs därför upp på 2015 års upplaga av Artdatabankens rödlista som nära hotad. Idag verkar den ha återtagit all mark och avfördes igen från rödlistan 2020. Det svenska beståndet uppskattas bestå av mellan 6 000 och 12 000 häckande individer.

## Taxonomi och namn
Skäggmesen beskrevs vetenskapligt av Carl von Linné 1758 i tionde utgåvan av hans Systema Naturae, under protonymen Parus biarmicus.